# Nås kyrka
Nås kyrka är en kyrkobyggnad i Nås. Den är församlingskyrka i Järna med Nås och Äppelbo församling i Västerås stift.

## Kyrkobyggnaden
På samma plats där nuvarande kyrka står fanns det tidigare en medeltida kyrka som raserades. Nuvarande kyrka uppfördes i sten åren 1794–1795 under ledning av länsbyggmästare Oscar Sjöström. En genomgripande ombyggnad genomfördes 1913–1915 då kyrkorummet indelades i tre skepp. Tidigare tunnvalv ersattes med platta innertak.
Kyrkan består av ett rektangulärt långhus med rakt avslutat kor i öster. Öster om koret finns en vidbyggd sakristia och vid långhusets västra kortsida finns ett kyrktorn.

## Inventarier
Från gamla kyrkan finns bevarade ett medeltida krucifix och ett epitafium från 1698
1964 byggde Olof Hammarberg Orgelbyggeri AB, Göteborg en orgel med två manualer och pedal
| Man I. Huvudverk C-f3 | Man II. Svällverk C-f3 | Pedal C-f1  | Koppel |
| --------------------- | ---------------------- | ----------- | ------ |
| Principal 8'          | Gedackt 8'             | Subbas 16'  |        |
| Rörflöjt 8'           | Fugara 8'              | Borduna 8'  |        |
| Oktava 4'             | Rörflöjt 4'            | Oktava 4'   |        |
| Flûte octaviante 4'   | Principal 2'           | Posaune 16' |        |
| Kvinta 2 2/3'         | Nasat 1 1/3'           | Trumpet 4'  |        |
| Oktava 2'             | Scharf 2 chor          |             |        |
| Mixtur 4 chor         | Sesquialtera 2 chor    |             |        |
| Oboe 8'               |                        |             |        |

Kororgeln byggdes 1986 av Ålems Orgelverkstad AB. Den byggdes ursprungligen för Figeholms kyrka och flyttades 2019 till Nås kyrka.
| Manual C-g3      | Pedal C-d1 | Koppel  |
| ---------------- | ---------- | ------- |
| Gedackt 8 B/D    | Subbas 16' | Man/Ped |
| Fugara 8         |            |         |
| Principal 4'     |            |         |
| Flöjt 4' B/D     |            |         |
| Oktava 2'        |            |         |
| Nasat 1 1/3' B/D |            |         |

### Webbkällor
- anläggningspresentation
- Järna med Nås och Äppelbo församling